# Rick Danko (album)
Rick Danko je debutové a eponymní album baskytaristy a zpěváka skupiny The Band Ricka Danka, z roku 1977.

## Seznam skladeb
1. "What a Town" (Danko, Bobby Charles)
2. "Brainwash" (Danko, Emmett Grogan)
3. "New Mexicoe" (Danko, Charles)
4. "Tired of Waiting" (Danko, Jim Atkinson)
5. "Sip the Wine" (Danko)
6. "Java Blues" (Danko, Grogan)
7. "Sweet Romance" (Danko, Grogan)
8. "Small Town Talk" (Danko, Charles)
9. "Shake It" (Danko)
10. "Once Upon a Time" (Danko, Grogan)

## Sestava

### Hlavní
- Rob Fraboni: producent
- Rick Danko: baskytara, kytara, zpěv, producent
- Michael DeTemple: kytara
- Doug Sahm: kytara
- Jim Atkinson: kytara
- Walt Richmond: piáno
- James Gordon: varhany
- Denny Seiwell: bicí
- Terry Danko: bicí

### Hosté
- Ronnie Wood: sólová kytara v "What a Town"
- Blondie Chaplin: sólová kytara v "Brainwash", bass on "Small Town Talk"
- Tim Drummond: baskytara v "Brainwash" a "Java Blues"
- Eric Clapton: kytara v "New Mexicoe"
- Garth Hudson: akordeon v "New Mexicoe"
- Rob Fraboni: perkuse v "New Mexicoe" a "Shake It"
- Ken Lauber: piáno v "Tired of Waiting", "Sweet Romance" a "Once Upon a Time"
- Joe Lala: perkuse v "Tired of Waiting"
- Robbie Robertson: sólová kytara v "Java Blues"
- George Weber: varhany v "Sweet Romance" and "Once Upon a Time"
- Gerry Beckley: akustická kytara v "Shake It"
- Richard Manuel: piáno v "Shake It"
- David Paich: syntezátor v "Shake It"
- Levon Helm: harmony vocal on "Once Upon a Time"